# Viktor Georgijevič Rahov
Viktor Georgijevič Rahov, sovjetski častnik, vojaški pilot, letalski as in heroj Sovjetske zveze, * 1. januar 1914, † 29. avgust 1939.
Rahov je v svoji vojaški službi dosegel 8 samostojnih in 6 skupnih zračnih zmag.

## Življenjepis
Med sovjetsko-japonsko mejno vojno leta 1939 je bil pripadnik 22. lovskega letalskega polka, kjer je dosegel vse svoje zračne zmage.
27. avgust 1939 je bil ranjen v boju, nakar je čez dva dni umrl zaradi posledic ran.

## Odlikovanja
- heroj Sovjetske zveze (29. avgust 1939)